# Rue Marx-Dormoy (Paris)
Pour les articles homonymes, voir Rue Marx-Dormoy.
La rue Marx-Dormoy est une voie du 18e arrondissement de Paris, en France. 

## Situation et accès
La rue Marx-Dormoy est une voie publique située dans le 18e arrondissement de Paris. Elle débute au 20, place de la Chapelle et rue de Jessaint et se termine aux 1, rue Ordener, rue Riquet et 103, rue Philippe-de-Girard. La rencontre de ces voies constitue la place Paul-Éluard.

## Origine du nom

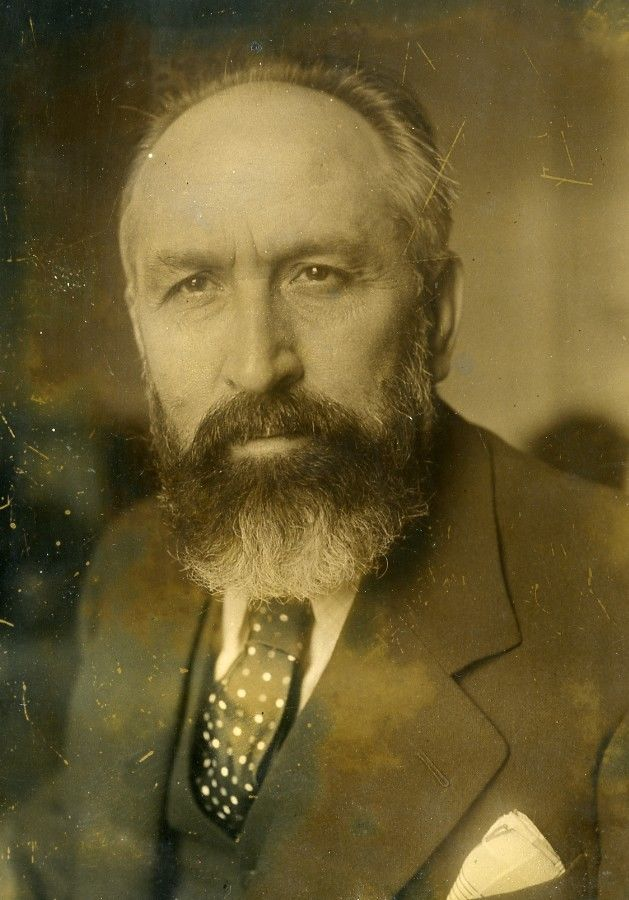
Marx Dormoy en 1937.

Cette voie rend hommage à Marx Dormoy (né en 1888), homme politique français, assassiné le 26 juillet 1941.

## Historique
Originellement, la rue Marx-Dormoy faisait partie de la route de Paris à Saint-Denis, juste avant le village de La Chapelle, appelée l'Estrée. Elle a ensuite fait partie de la route Royale no 1, qui est devenue après la Révolution route nationale 1.
La rue de la Chapelle a porté les noms de « route royale no 1 », « grande rue » ou « rue de la Chapelle-Franciade » pendant la Révolution, puis de « grande rue de la Chapelle ». Sur le plan cadastral de 1814, cette partie est appelée « rue du Faubourg-de-Gloire ». Puis elle a fait partie de la rue de la Chapelle.
Elle a pris son odonyme actuel le 7 juillet 1945.

## Bâtiments remarquables et lieux de mémoire

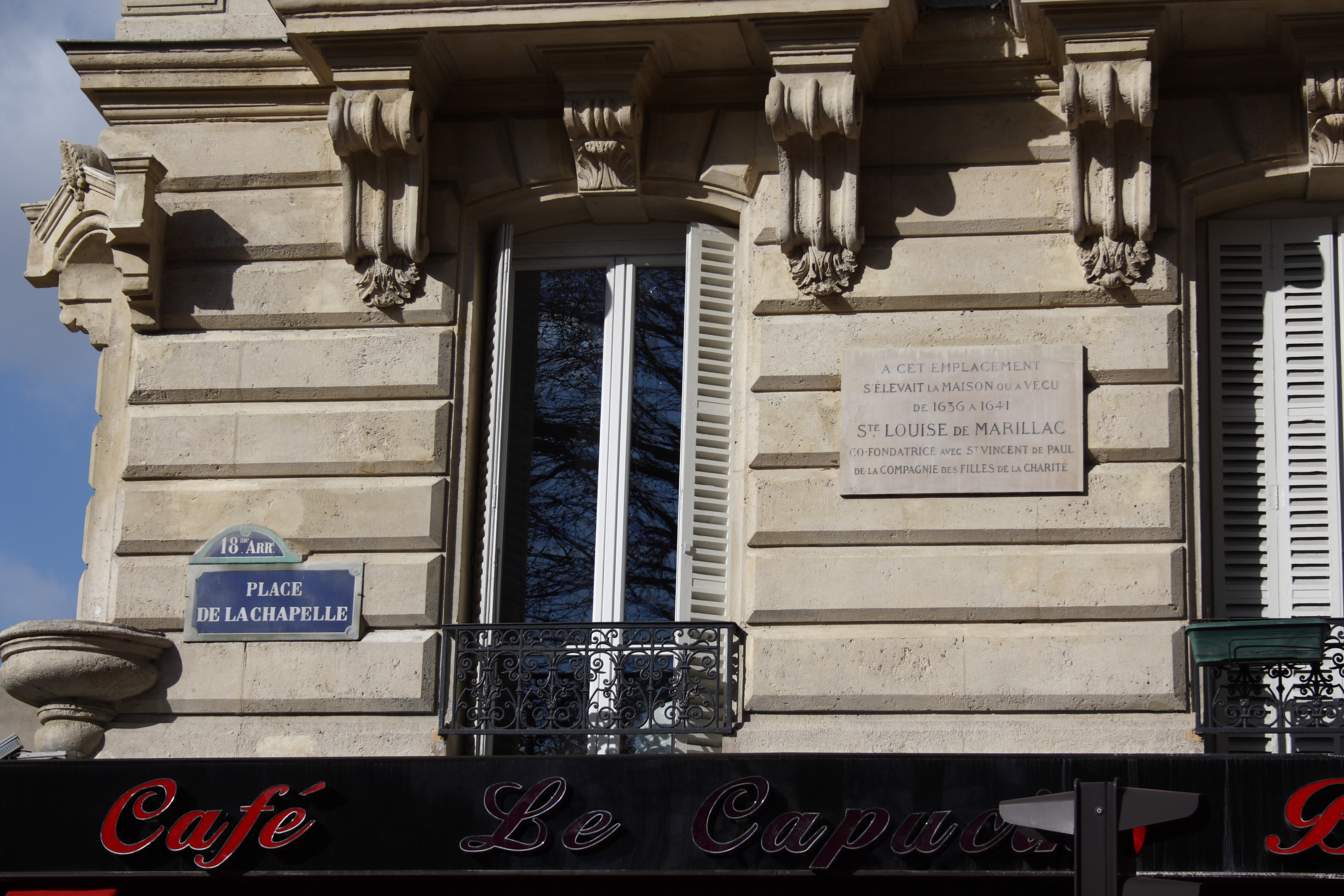
Plaque à la mémoire de Louise de Marillac, piédouche et baldaquin en pierre sculptée de l'ancienne enseigne de la brasserie Le Capucin.

- No 2 (et 20, place de la Chapelle) : immeuble d'angle haussmannien ;
— emplacement de la maison où Louise de Marillac (1591-1660) a vécu de 1636 à 1641[2]. Fondatrice, avec Vincent de Paul (1581-1660), de la compagnie des Filles de la charité de Saint-Vincent-de-Paul (1633), elle avait accueilli les premières de ces « servantes des pauvres », dont Marguerite Naseau (1594-1633) dans une maison de la rue des Fossés-Saint-Victor[3] avant de les établir ici[1].
— la brasserie Le Capucin qui occupe actuellement (2021) le rez-de-chaussée se trouve à la place d'un fameux restaurant du même nom qui existait en 1796. En 1910, alors que la voie s'appelait « rue de la Chapelle » une enseigne moderne en pierre y était visible[4]. D'une niche concave peu profonde, située au niveau du premier étage à l'angle de l'immeuble, subsistent un piédouche arrondi et un baldaquin sculptés dans la pierre. Ce pourrait être le support de l'ancienne enseigne, aujourd'hui disparue.
- No 7 : en 1883 y est créée la salle des fêtes Pérot, qui accueille souvent des réunions publiques. Le bâtiment devient ensuite un cinéma[1], le « Cinéma du Lion d'Or », entre 1915 et le début des années 1920. En 1946, doté d'une salle de 328 places, il rouvre sous le nom « Mon Ciné », est renommé « Montréal » dans la première partie des années 1950 puis « Montréal-Club » dans les années 1970, proposant films d'aventures, de séries B, voire de séries Z. Fin 1981, il change complètement sa programmation, diffusant des productions indiennes et pakistanaises en VO, pour les immigrés du quartier originaires de ces pays-là. Fermé en 1987, il accueille une épicerie puis un supermarché. À l'extérieur, la marquise incurvée en béton a été conservée, de même que le plafond intérieur[5].
- No 35 : Nusch et Paul Éluard ont habité l'immeuble.
- No 51 : c'est sur la façade de cet immeuble, qu'a lieu, le 26 mai 2018, le sauvetage par Mamoudou Gassama d'un enfant de cinq ans, agrippé au dessus du vide à la rambarde d'un balcon. La vidéo de son escalade fait le tour de Internet et des médias. L'origine et le statut de Gassama, un migrant malien clandestin, alimente le débat sur le traitement des migrants[6].

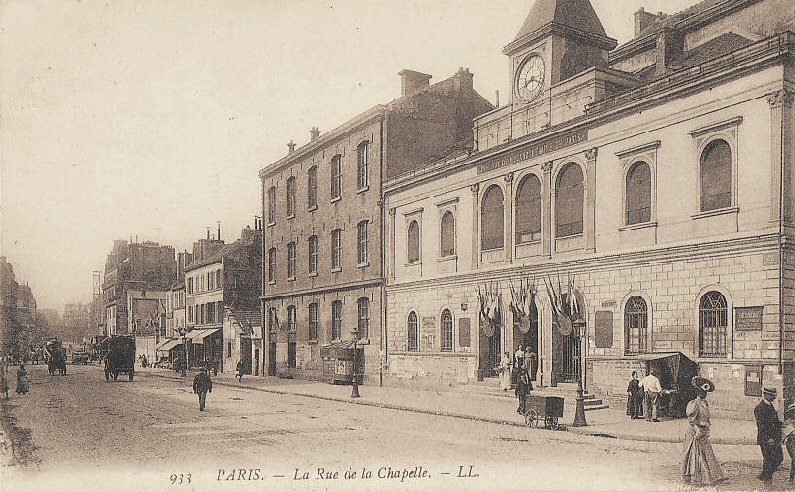
Ancienne mairie de La Chapelle, rue de la Chapelle (actuelle rue Marx-Dormoy).

- No 55-57, à l'angle avec la rue Doudeauville : site de l'ancienne mairie de La Chapelle de 1845 à 1860. Elle est inaugurée par le préfet de la Seine Rambuteau le 16 février 1845. Le bâtiment accueille ensuite la justice de paix du 18e arrondissement, puis en 1905 le service médical de l'Institut de mécanothérapie de Paris, avant d'être démoli en novembre 1906. À la place est construit un complexe scolaire, qui abrite à l'origine une école maternelle et une école primaire de filles[7],[1]. De nos jours, la majeure partie de l'édifice est occupée par le collège Marx-Dormoy.
- No 57 : l'historien François Eudes de Mézeray mourut en 1683 à l'ancienne Hostellerie du Coq Hardi.
- No 77 : emplacement de l'ancienne Auberge du Petit Trou, aujourd'hui occupé par une brasserie.
- En 1963, l'historien de Paris Jacques Hillairet relève la présence de plusieurs maisons anciennes dans la rue, dont le no 28, soulignant ses mansardes (édifice démoli depuis), les nos 40-42 (démolis en 2018), le no 52 (qui existe toujours) et le no 70 (idem)[1].